# Ракова Стеза
Ракова Стеза (словен. Rakova Steza) — поселення в общині Войник, Савинський регіон, Словенія. 
Висота над рівнем моря: 378,1 м.